# Porschdorf
Porschdorf is een stadsdeel van Bad Schandau en voormalige gemeente in het district Sächsische Schweiz-Osterzgebirge in Duitse deelstaat Saksen.

## Geografie
Het dorp aan de monding van de Polenz en Sebnitz tot Lachsbach en kort voor haar monding in de Elbe ligt op een hoogte van 130 meter (NN). Tot het gebied van Porschdorf behoort ook Lilienstein, een imposante rotsformatie van het Elbsandsteingebergte. Bij de onderste helft van de rotsformatie gelegene Ebenheit bevindt zich de met populieren begeleide „Kaiserstrasse“, die Napoleon Bonaparte in 1813 liet bouwen. Het hoogteverschil in de bebouwde omgeving van Porschdorf bedraagt 90 meter. Dicht bij het dorp lag de Frinztalmolen.
Tot de gemeente Porschdorf behoorden de kernen Porschdorf, Waltersdorf, Neuporschdorf en Prossen.

## Geschiedenis
Porschdorf heet in de oorkonden van 1443 Borsdorff en Borestorff, in 1465 Borißdorf en in 1534 Porrßdorf. Zijn naam laat zich als dorp van een Slaaf genaamd Bores of Boras, een verkorting van Borislav, verklaren. In de eerste tijd van het bestaan behoorde Porschdorf tot de heerlijkheid Hohnstein van de Berken von der Dubá en viel later samen met deze plaats aan de Wettiner.

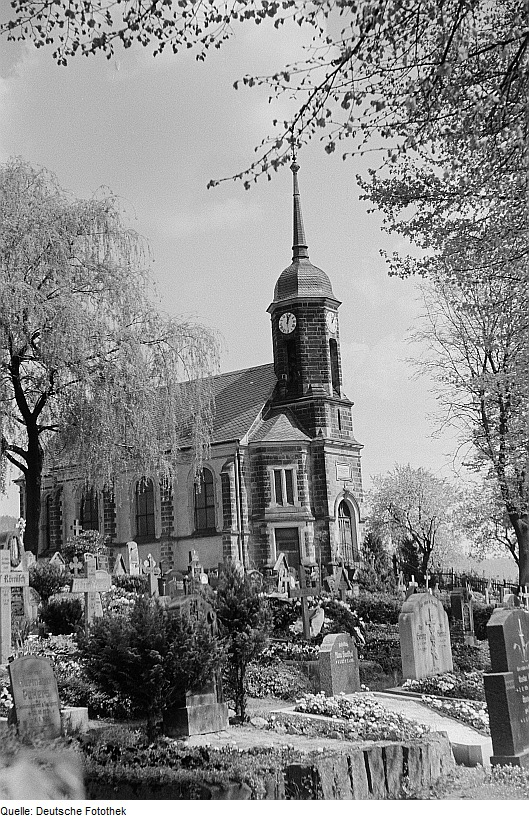
Evangelische kerk in Porschdorf

De evangelische kerk, uit het lokaal massaal voorhanden zandsteen werd tussen 1905 en 1906 gebouwd.
Met de jaarwisseling 2011/2012 eindigde de zelfstandigheid van de gemeente en ging het op in de stad Bad Schandau, waarmee slechts een zeer korte gemeenschappelijke grens bestond. Beide gemeenten vervulden sinds 2000 gezamenlijk een deel van de administratieve taken in de Verwaltungsgemeinschaft Bad Schandau.